# Phreatia kanehirae
Phreatia kanehirae är en orkidéart som beskrevs av Noriaki Fukuyama. Phreatia kanehirae ingår i släktet Phreatia och familjen orkidéer. Inga underarter finns listade i Catalogue of Life.